# Église Saint-Julien-de-Chanet d'Allanche
Pour les articles homonymes, voir Église Saint-Julien.
L'église Saint-Julien-de-Chanet est une église catholique, située dans l'ancienne commune de Chanet, intégrée depuis 1964 à la commune Allanche, dans le département du Cantal, en France.

## Historique
Le monument date pour l'essentiel (nef et chœur) du XIIe siècle, et du XVe siècle s'agissant du porche et des chapelles latérales. Elle était l'église paroissiale de la commune de Chanet.
Elle fut créée en 924 à l'initiative du chapitre de Saint-Julien de Brioude, puis à la présentation de l'abbaye Saint-Pierre de Blesle. Un prieuré semble avoir existé à proximité de l'église jusque vers le milieu du XIVe siècle.
Avant la Révolution, le curé résidait au hameau voisin de Chastres. De 1804 à 1833, la paroisse est desservie par les prêtres de la commune voisine de Vèze. Étant donné l'éloignement de l'église par rapport à Feydit, principal hameau de la commune, il est envisagé de construire une nouvelle église entre les hameaux de Chastres et de Feydit, puis une nouvelle église est construite au hameau de Feydit, sur l'emplacement d'une chapelle préexistante. Le culte y est transféré en 1842. L'ancienne église ne sera plus que rarement utilisée (dernière messe pour des obsèques en 1953).
En 1963, le mobilier de l'église, partiellement dégradé, est regroupé au presbytère d'Allanche. Par la suite, il sera exposé dans une chapelle de l'église Saint-Jean-Baptiste d'Allanche.
L'édifice est classé au titre des monuments historiques par arrêté du 12 janvier 1966.

## Description
L'église, orientée est-ouest, comportait au Xe siècle une nef de deux travées et une abside en hémicycle. Au XVe siècle, une chapelle fut ajoutée au nord tandis qu'au sud, furent ajoutés une autre chapelle et un porche.

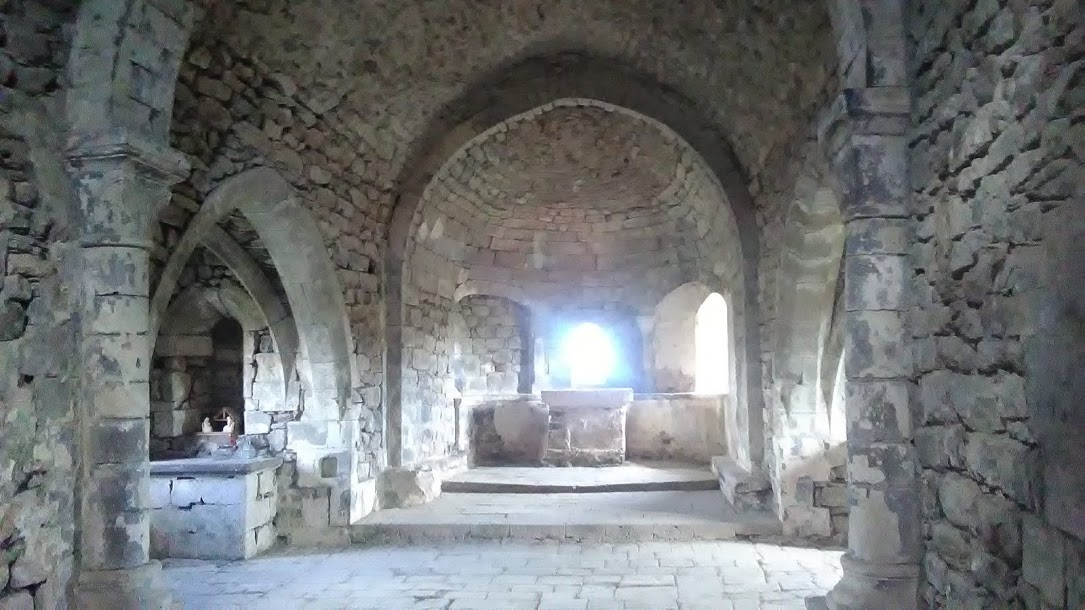
Intérieur de l'église Saint-Julien-de-Chanet.
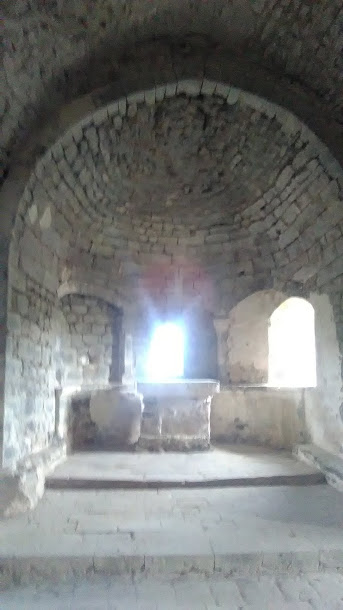
Chœur de l'église Saint-Julien-de-Chanet.
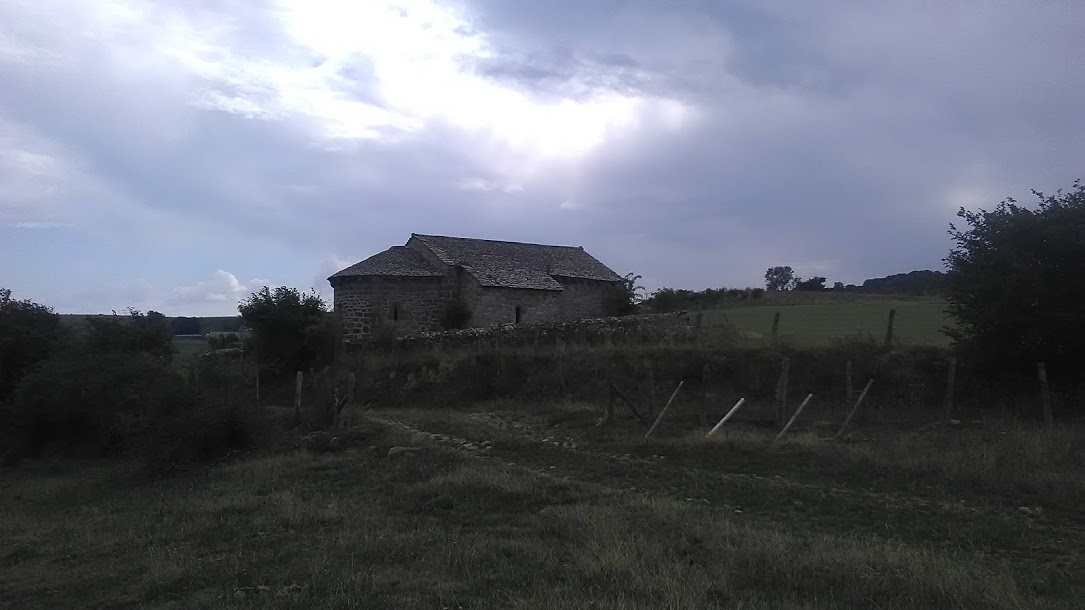
Vue extérieur, côté nord.